# Cyproheptadin
Cyproheptadin (Handelsname: Peritol®) ist ein Arzneistoff, der unter anderem zur Behandlung der Kälteurtikaria eingesetzt wird.
Er wurde 1961 von Sharp und Dohme patentiert.

## Klinische Angaben

### Anwendungsgebiete (Indikationen)
Die Anwendung von Cyproheptadin ist kaum noch von Bedeutung. Die Wirksamkeit des Arzneistoffs für verschiedene beanspruchte Anwendungsgebiete ist schlecht belegt. Das einzige arzneimittelrechtlich in Deutschland zugelassene Anwendungsgebiet für Cyproheptadin ist die Behandlung der Kälteurtikaria, wenn konventionelle Antihistaminika nicht ausreichend wirksam sind. In den USA sind Cyproheptadin-Präparate darüber hinaus als Antiallergika zur Behandlung der saisonalen allergischen oder vasomotorischen Rhinitis, allergischen Bindehautentzündung und allergischer Hauterscheinungen, zur Besserung der allergischen Reaktion auf Blut oder Plasma sowie zur Behandlung des Dermographismus zugelassen. In der Veterinärmedizin wird Cyproheptadin zur Appetitanregung verwendet, allerdings ist der Wirkstoff nicht für Tiere zugelassen.
Außerhalb der Zulassung wird Cyproheptadin zur Behandlung des Serotoninsyndroms, eines Krankheitsbildes, das zumeist durch Überdosierung oder Wechselwirkungen von serotoninergen Arzneistoffen ausgelöst wird, empfohlen. Eine Wirksamkeit von Cyproheptadin in der Behandlung von posttraumatischen Belastungsstörungen konnte hingegen nicht belegt werden. In der vorbeugenden Behandlung (Prophylaxe) der Migräne gilt Cyproheptadin als Mittel der dritten Wahl. Seine Wirksamkeit ist auch für dieses Anwendungsgebiet kaum belegt.

## Pharmakologische Eigenschaften
Es handelt sich bei Cyproheptadin um eine trizyklische Verbindung, die antagonistisch an Histamin-H1-Rezeptoren und an Serotoninrezeptoren wirkt und auch eine schwache anticholinerge Wirkung besitzt. Experimentell hemmt Cyproheptadin zudem die saure Sphingomyelinase.